# Film muzical

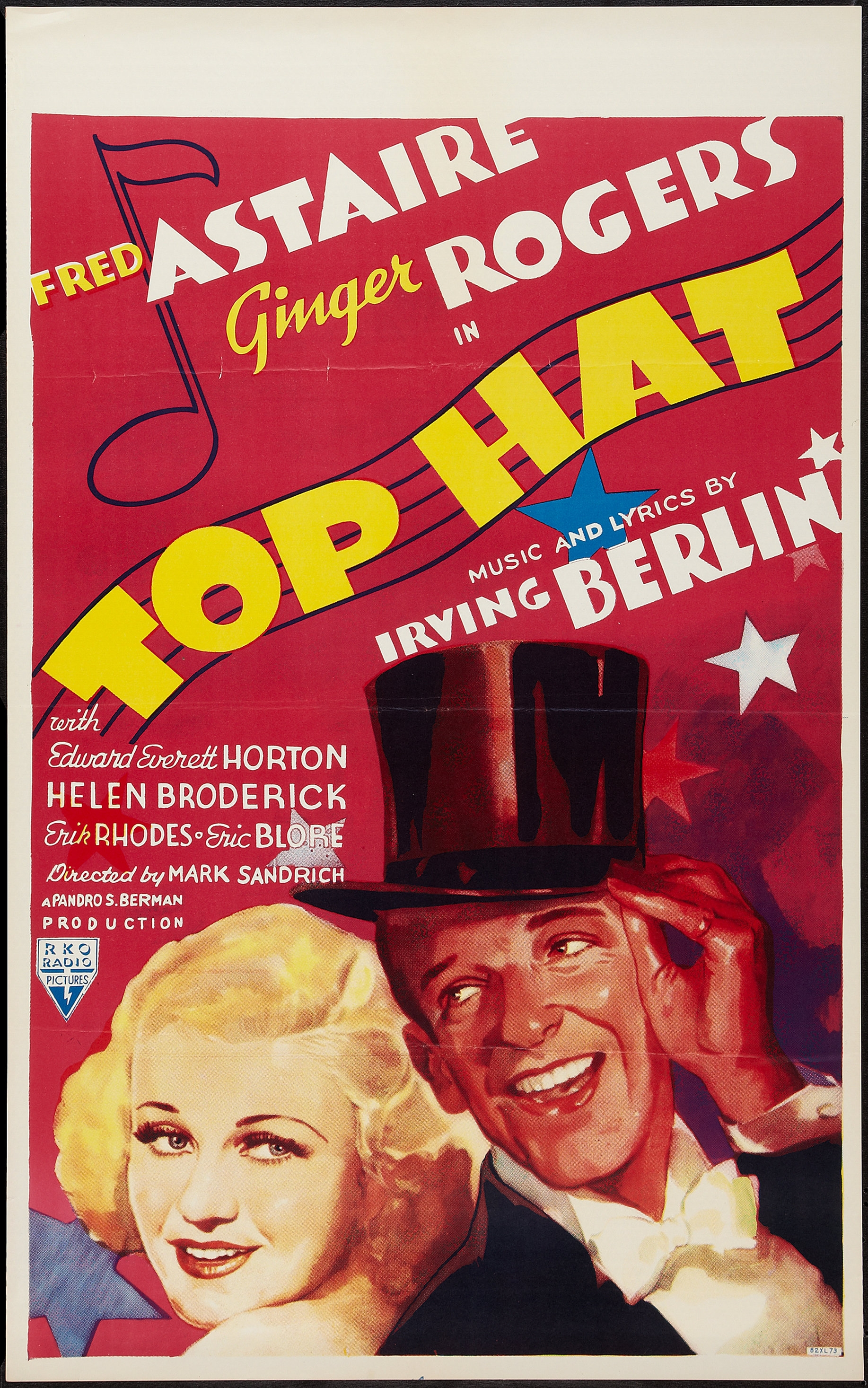
Afişul filmului muzical Top Hat (1935)

Filmul muzical este un gen de film în care cântecele interpretate de diverse personaje se împletesc cu narațiunea, uneori fiind însoțite de dans.
Cântecele au de obicei legătură cu povestea filmului sau cu dezvoltarea prezentării personajelor, deși uneori servesc doar ca o pauză în timpul filmului.  
Filmul muzical a reprezentat o dezvoltare naturală a muzicii de scenă după apariția tehnologiei filmului cu sunet. De obicei, cea mai mare diferență dintre film și musicalurile de scenă o reprezintă utilizarea unui peisaj de fundal generos și a unor locuri care ar fi imposibil de afișat într-un teatru. Filmele muzicale conțin elemente caracteristice care amintesc de piesele de teatru; artiștii interpreți tratează de multe ori numărul lor muzical și dansul ca și cum ar exista un public în direct care să îi urmărească.  
Perioada anilor 1930 - începutul anilor 1950 este considerată a fi epoca de aur a filmului muzical, atunci când popularitatea genului a atins cele mai înalte cote în lumea occidentală.
Scurtmetraje muzicale au fost realizate de Lee de Forest în anii 1923-24.

## Vezi și
- Listă de filme muzicale